# You I: Sweet Tuned by 5pb.
Albums de Yui Sakakibara
Yeeeeell!
(2009) Bloody Tune
(2010)
Compilations par Yui Sakakibara
Evergreen
(2009) Love×singles2
(2013)
You I: Sweet Tuned by 5pb. (stylisé en You♡I -Sweet Tuned by 5pb.-) est la 3ecompilation de Yui Sakakibara, sorti sous le label LOVE×TRAX Office le 3 février 2010 au Japon. Elle arrive 49e au classement de l'Oricon. Elle se vend à 2 456 exemplaires la première semaine et reste classé 2 semaines pour un total de 2 972 exemplaires vendus. Il sort en format CD et CD+DVD.

## Liste des titres
| 1.  | Loop                                           | 3:58 |
| 2.  | Toki no Nai Sekai (時のない世界)               | 4:20 |
| 3.  | Happiness Houteishiki (はぴねす方程式)         | 4:05 |
| 4.  | Soshite Boku wa... (そして僕は...)             | 4:18 |
| 5.  | Silky Rain                                     | 5:31 |
| 6.  | Nanairo Merry→Go→Round (七色MERRY→GO→ROUND)    | 4:06 |
| 7.  | Magical★Generation (マジカル★ジェネレーション) | 4:39 |
| 8.  | Distance                                       | 4:11 |
| 9.  | Rise                                           | 4:59 |
| 10. | Déjà vu                                        | 4:38 |
| 11. | Koi no Honoo (恋の炎)                          | 4:37 |
| 12. | Natsu no Inori (夏の祈り)                      | 5:49 |
| 13. | Eien no Koi (永遠の恋)                         | 5:30 |
| 14. | Eternal Snow                                   | 4:07 |
| 15. | You♡I -we will be together-                    | 6:40 |

| 1. | Soshite Boku wa... (そして僕は...) |  |
| 2. | Koi no Honoo (恋の炎)              |  |
| 3. | Eien no Koi (永遠の恋)             |  |
| 4. | Eternal Snow                       |  |
| 5. | Eternal Snow (making of)           |  |